# For the Love of Spock
For the Love of Spock ist ein US-amerikanischer Dokumentarfilm von Adam Nimoy aus dem Jahr 2016. Der Film schildert das Leben und Wirken des 2015 verstorbenen Schauspielers und Regisseurs Leonard Nimoy, der vor allem in Star Trek in der Rolle des Mr. Spock bekannt geworden ist.

## Handlung
Regisseur Adam Nimoy beleuchtet durch Interviews, Fotos und Filmszenen das Wirken seines Vaters Leonard Nimoy, der zwischen 1965 und 2013 mit Unterbrechungen über einen Zeitraum von fast fünfzig Jahren in Raumschiff Enterprise und mehreren darauf basierenden Film- und Fernsehproduktionen in der Rolle des Mr. Spock zu sehen war.
Neben dem beruflichen Wirken Nimoys steht auch dessen Verhältnis zu seiner Familie im Mittelpunkt der Dokumentation.

## Produktion und Veröffentlichung
Der erste Pilotfilm der Serie Raumschiff Enterprise, Der Käfig wurde, bereits mit Leonard Nimoy als Spock, ab November 1964 gedreht. Anlässlich dieses 50-jährigen Jubiläums begann Adam Nimoy im Herbst 2014 mit der Produktion des Dokumentarfilms. Zur Finanzierung startete er eine vielbeachtete Crowdfunding-Kampagne auf Kickstarter.com.
Nach erfolgreichem Crowdfunding und dem zwischenzeitlichen Tod Leonard Nimoys führte Adam Nimoy Interviews mit den Raumschiff Enterprise-Co-Stars William Shatner, George Takei, Walter Koenig und Nichelle Nichols, mit der Besetzung des Star-Trek-Reboot-Films von 2009, in dem Leonard Nimoy mitgewirkt hatte: Chris Pine, Zachary Quinto, Simon Pegg, Zoe Saldana und Regisseur J. J. Abrams, sowie mit Wegbegleitern und Angehörigen Nimoys.
In der 7. Episode der 9. Staffel von The Big Bang Theory spielte Adam Nimoy sich selbst an der Seite von Wil Wheaton und führte ein Interview mit dem fiktiven Charakter Sheldon Cooper (gespielt von Jim Parsons) für die Dokumentation über seinen Vater, der als Spock in der Comedy-Serie mehrfach referenziert worden war.
Ein erster Trailer zum Film erschien am 13. April 2016. Eine erste Filmfassung wurde am 16. April 2016 auf dem Tribeca Film Festival gezeigt.
Die Veröffentlichung in den US-Kinos und per Video-on-demand erfolgte schließlich ab dem 9. September 2016, dem 50. Jahrestag der Erstausstrahlung der ersten Folge von Raumschiff Enterprise. Nachfolgend erschien der Film u. a. auf Netflix, DVD und Blu-Ray.

## Rezeption
For the Love of Spock erhielt überwiegend positive Kritiken. Auf Rotten Tomatoes hält er ein Rating von 100 %, ausgehend von 31 Reviews.
Odie Henderson urteilte auf RogerEbert.com: „For the Love of Spock ist mehr als nur Fanfutter für Trekkies. Es ist auch eine oft schmerzhafte Untersuchung der felsigen Vater-Sohn-Beziehung, die zwischen dem Filmemacher Adam Nimoy und seinem berühmten Vater Leonard bestand.“
Lance Ulanoff von Mashable meinte: „Es gibt keine Möglichkeit, 83 Jahre in ziemlich schnelllebigen 100 Minuten zu unterbringen. Als Konsequenz werden große Teile von Nimoys Leben und Karriere allzu kurz erwähnt ... Das tut For the Love of Spock keinen Abbruch. Stattdessen konzentriert es die Erzählung stärker auf Spock selbst und Nimoys emotionale Verbindung zu seinem Handwerk und seinen Mitmenschen.“

## Auszeichnungen
- 2016: Publikumspreis als beste Dokumentation beim Fantasia International Film Festival.[18]